# KOAC

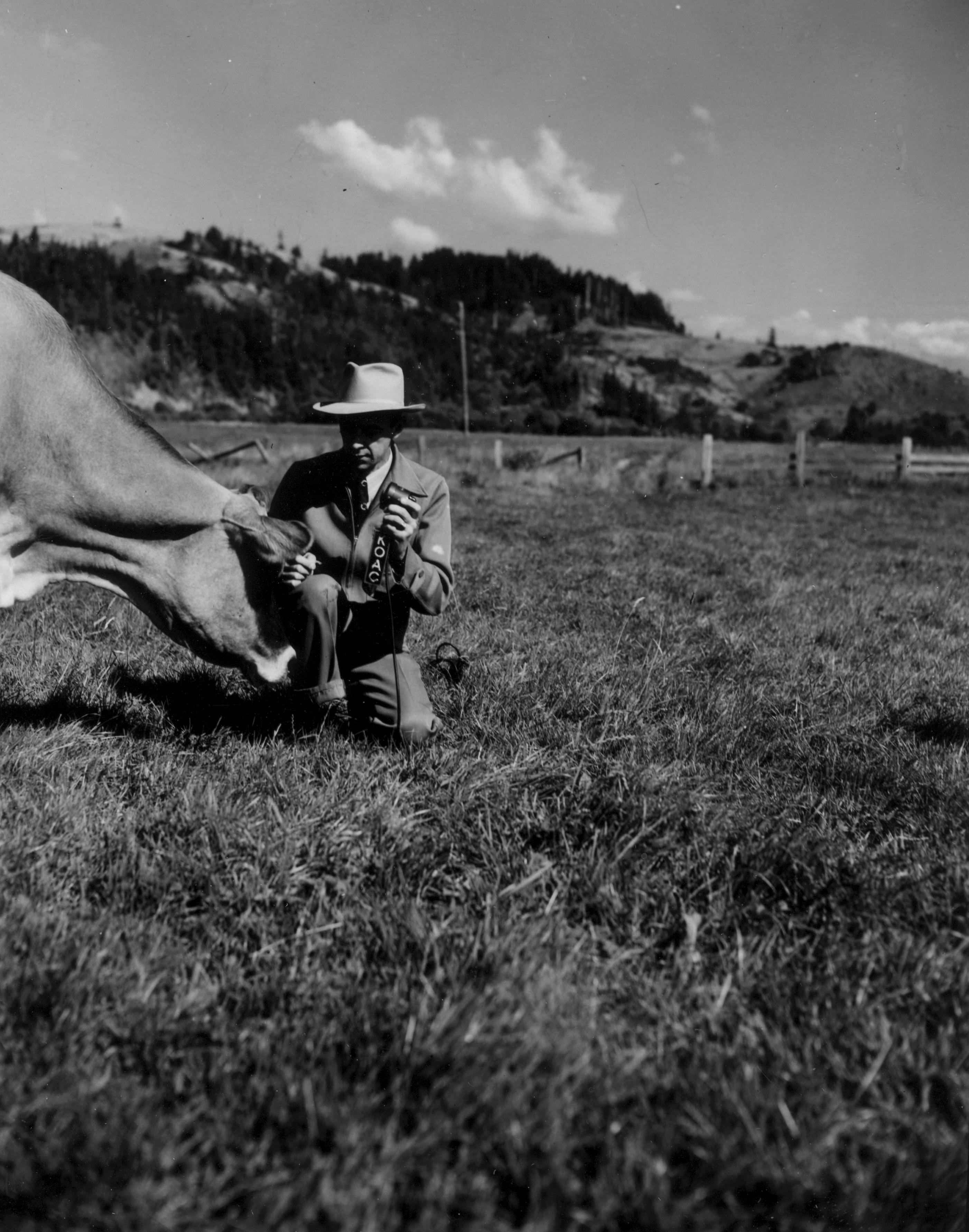
Arnold Ebert von KOAC interviewt eine Kuh, 1950

KOAC ist ein Radiosender der Oregon Public Broadcasting (OPB) aus Corvallis, Oregon, während das Programm in Portland produziert wird. Die Station überträgt OPBs News and Talk Programme, angereichert mit Sendungen der Syndikate des NPR, APM und PRI. Es wird auch Radiowerbung für lokale Firmen gesendet. KOAC-AM ist der älteste Sender des Netzwerkes und die einzige MW-Station der OPB.
KOAC-AM sendet auf Mittelwelle 550 kHz mit 5 kW. Die Station ist der einzige US-Mittelwellensender mit gerichteten Sendeantennen, der eine Shunt-Fed-Sendeantenne (Kapazitiven Abschlusswiderstand) nutzt. Die Lizenzbehörde Federal Communications Commission (FCC) erlaubt keine Neuinstallation solcher Sendetürme mehr, da ihre Modelierungsoftware für die Ausbreitungvorhersagen diese Antennenform nicht verarbeiten kann.